# Coruja-pequena

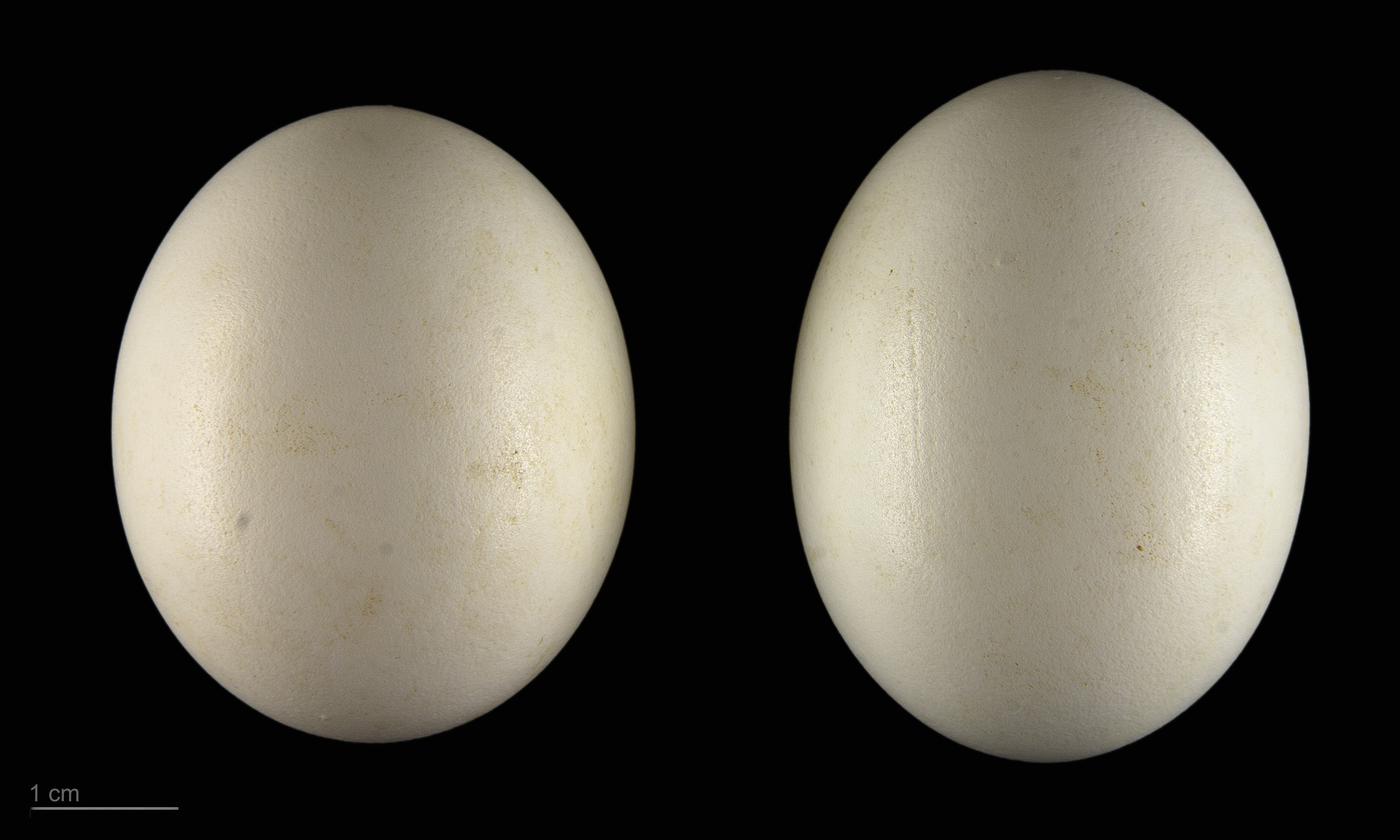
Asio otus otus - MHNT

A coruja-pequena, bufo-pequeno, coruja-de-orelha ou mocho-pequeno (Asio otus) é uma espécie de ave estrigiforme pertencente à família Strigidae. Esta coruja habita a Europa e América do Norte e é parcialmente migratória.
Tem uma envergadura de asa de entre 86 e 98 centímetros e é do mesmo tamanho do que a coruja-das-torres. Tem olhos cor-de-laranja e pequenos tufos são vulgarmente designados “orelhas”.
Os adultos são bastante silenciosos. Já as crias podem ser ouvidas a pedir comida. Os sons que emitem fazem lembrar um miar.
A estimativa populacional em Portugal é de entre 200 a 1.000 casais.